# 래드클리프 칼리지
래드클리프 칼리지(Radcliffe College)는 하버드 대학교가 남학교였을 당시, 그와 협력하기 위한 여자 문리과학교였다. 1977년 하버드가 여학생의 입학을 허용하면서 형식적인 합병이 이루어졌고, 1999년에 완전히 흡수통합되었다. 현재는 하버드 대학교 아래의 래드클리프 대학원(Radcliffe Institute for Advanced Study)으로 존속하고 있다. 미국의 사회운동가인 헬렌 켈러가 공부한 학교이기도 하다.